# Anomis phanerosema
Anomis phanerosema är en fjärilsart som beskrevs av George Francis Hampson 1926. Anomis phanerosema ingår i släktet Anomis och familjen nattflyn. Inga underarter finns listade i Catalogue of Life.